# Bouchaouene
Bouchaouene (àrab بوشاوون) és una comuna rural de la província de Figuig de la regió de L'Oriental. Segons el cens de 2014 tenia una població total de 13.057 persones. El nucli el forma la vila d'Anoual (ⴰⵏⵡⴰⵍ).